# شعارات النبالة في المستعمرات الألمانية
تم إعداد شعارات النبالة للمستعمرات الألمانية ولكن لم يتم تطبيقها رسمياً.
|                                                                             |                                                                             |                                                          |                                                          |                                                                                  |                                                                                  |
| غينيا الجديدة الألمانية (بابوا غينيا الجديدة)                               | غينيا الجديدة الألمانية (بابوا غينيا الجديدة)                               | ساموا الألمانية (ساموا)                                  | ساموا الألمانية (ساموا)                                  | جنوب غرب أفريقيا الألمانية (ناميبيا)                                             | جنوب غرب أفريقيا الألمانية (ناميبيا)                                             |
|                                                                             |                                                                             |                                                          |                                                          |                                                                                  |                                                                                  |
| الكاميرون الألمانية (الكاميرون; أجزاء من الأراضي صوتت للانضمام إلى نيجيريا) | الكاميرون الألمانية (الكاميرون; أجزاء من الأراضي صوتت للانضمام إلى نيجيريا) | توغولاند (توغو; أجزاء من الأراضي صوتت للانضمام إلى غانا) | توغولاند (توغو; أجزاء من الأراضي صوتت للانضمام إلى غانا) | شرق أفريقيا الألماني (تنزانيا; أجزاء من الأراضي أصبحت ولايات في رواندا وبوروندي) | شرق أفريقيا الألماني (تنزانيا; أجزاء من الأراضي أصبحت ولايات في رواندا وبوروندي) |

## روابط خارجية
- أعلام المستعمرة (بالألمانية)

- الأعلام المستخدمة في المستعمرات الألمانية (بالألمانية)

- أعلام العالم - المستعمرات السابقة وأقاليم ما وراء البحار الأخرى (ألمانيا) (بالإنجليزية)